# 콜로라도 포티너스
콜로라도 포티너스(영어: Colorado 14ers)는 미국 콜로라도주 브룸필드를 연고지로 하는 2006년부터 2009년까지 NBA G 리그 서부 디비전 소속되었던 프로농구 팀이다.
2006년 콜로라도주 브룸필드의 아리스타 개발에서 브룸필드 이벤트 센터를 건설하던 콜로라도 사업가 팀 윈스와 존 프루는 북서부 덴버-볼더 지역의 팬들을 끌어들이기 위해 새로운 마이너 리그 농구 팀을 인수했습니다. 2월에는 마이너 리그 하키 팀 록키 마운틴 레이지와 원래 CBA 멤버였던 콜로라도 포티너스라는 두 팀을 결성했다. 4월에 NBA G 리그에 진출하여 첫 시즌을 시작했다. 이 팀은 콜로라도의 14,000피트 산봉우리의 이름을 따서 명명되었다.
2010년 연고지를 텍사스주 프리스코 (텍사스 레전즈)로 이전했다.

## 역대 NBA 제휴팀
| NBA 팀            | 제휴기간      |
| ----------------- | ------------- |
| 콜로라도 포티너스 |               |
| 덴버 너기츠       | 2006년~2009년 |
| 뉴저지 네츠       | 2006년~2009년 |
| 토론토 랩터스     | 2006년~2009년 |

## 역대 홈경기장
| 경기장               | 사용기간      | 장소                | 수용인원 | 비고 |
| -------------------- | ------------- | ------------------- | -------- | ---- |
| 콜로라도 포티너스    |               |                     |          |      |
| 브룸필드 이벤트 센터 | 2006년~2009년 | 콜로라도주 브룸필드 | 7,500명  | 빈칸 |

## 참조
1. ↑  시즌의 뒷 해로 표기. 2006-2007 시즌의 경우 2007로 표기.